# Croce navale al merito con spade
La Croce navale al merito con spade (in polacco: Morski Krzyż Zasługi z Mieczami) è un'onorificenza statale polacca istituita il 14 giugno 2007 dalla Repubblica Polacca.
L'onorificenza è suddivisa nei seguenti gradi:
| Croce navale al merito con spade assegnata per la prima volta | Croce navale al merito con spade assegnata per la seconda volta |